# Vikas Krishan Yadav
Vikas Krishan Yadav (* 10. Februar 1992 in Singhwa Khas, Distrikt Hisar, Bundesstaat Haryana) ist ein indischer Boxer im Mittelgewicht.

## Amateurkarriere
Der 1,78 m große Rechtsausleger begann seine Karriere 2003 beim Boxclub Bhiwani und trainierte später auch beim Armee-Sportinstitut in Pune und mit dem Nationalteam in Punjab. Er ist zudem Absolvent der Universität von Kurukshetra und machte die Ausbildung zum Polizeibeamten.
Schon in seinen Jugendjahren gehörte er zu den weltbesten Boxern seiner Gewichtsklasse. Er gewann unter anderem die Kadetten-Weltmeisterschaft 2007 in Baku (Gewichtsklasse bis 48 kg), die Asien-Jugendmeisterschaft 2010 in Teheran (Leichtgewicht) und die Jugend-Weltmeisterschaft 2010 in Baku (Leichtgewicht). Er besiegte dabei unter anderem Toptalente wie Michael O’Reilly (WM-Bronze 2015), Evaldas Petrauskas (Olympiabronze 2012) sowie Elvin Məmişzadə (WM-Gold 2015). Anschließend startete er noch bei den Olympischen Jugend-Sommerspielen 2010 in Singapur und gewann eine Bronzemedaille im Leichtgewicht, nachdem er diesmal im Halbfinale knapp mit 3:4 gegen Evaldas Petrauskas ausgeschieden war.
Noch 2010 boxte er erstmals bei den Erwachsenen und gewann die indische Meisterschaft im Leichtgewicht durch Siege gegen Akhil Kumar, Amit Kumar, Diwakar Prasad und Vikash Malik. Er wurde daraufhin in dieser Gewichtsklasse zu den Asienspielen 2010 in Guangzhou entsandt, wo er die Goldmedaille erkämpfte. Er hatte dabei unter anderem Sailom Adi, Xurshid Tojiboyev und Hu Qing bezwungen. Er war somit für die Weltmeisterschaft 2011 in Baku qualifiziert, wo er bereits im Weltergewicht antrat. Durch Siege gegen Asadullo Boimurodow, Magomed Nurutdinow, Önder Şipal und Vasile Belous erreichte er das Halbfinale, wo er mit einer Bronzemedaille gegen den späteren Weltmeister Taras Schelestjuk mit 12:15 ausschied. Er war damit für den einzigen indischen Medaillengewinn verantwortlich.
Als einer der Favoriten startete er dann bei den Olympischen Spielen 2012 in London, erhielt ein Freilos für die Vorrunde und traf im Achtelfinale auf den US-Amerikaner Errol Spence, welchen er mit 13:11 besiegte. Das US-Team legte gegen diese Entscheidung jedoch Protest ein und nannte als Grund mehrere Fouls des Inders, welche vom dänischen Ringrichter Lars Brovil nicht regelkonform geahndet wurden. Der Weltboxverband AIBA bestätigte nach einer Überprüfung des Kampfes mehrere Regelverstöße von Krishan, wie mehrfaches Halten des Gegners und Ausspucken des Mundschutzes, weshalb Spence vier Zusatzpunkte zugesprochen bekam und damit nachträglich zum Sieger mit 15:13 erklärt wurde. Ein indischer Gegenprotest blieb erfolglos, ebenso der Gang vor den Internationalen Sportgerichtshof.
Nach den Olympischen Spielen nahm sich Krishan für mehr als ein Jahr eine Auszeit vom Boxen und konzentrierte sich auf seine Polizeikarriere im Bundesstaat Haryana, zudem wurde er für seine bisherigen Erfolge mit dem Arjuna Award ausgezeichnet.
Ab 2014 nahm er wieder an Wettkämpfen teil und war inzwischen ins Mittelgewicht aufgestiegen. Bei den Asienspielen 2014 in Incheon gewann er, nach einer knappen Halbfinalniederlage mit 1:2 gegen den amtierenden Weltmeister Schänibek Älimchanuly, eine Bronzemedaille. Bei den Asienmeisterschaften 2015 in Bangkok unterlag er erst im Finale gegen den Vizeweltmeister 2015, Bektemir Meliqoʻziyev, und gewann damit die Silbermedaille.
Er war somit für die Weltmeisterschaften 2015 in Doha nominiert und konnte durch Siege gegen Zoltán Harcsa und Tomasz Jabłoński das Viertelfinale erreichen, wo er beim Kampf um einen Medaillenplatz gegen Hosam Bakr Abdin unterlag. Im Februar 2016 gewann er die Südasienspiele in Guwahati.
Im April 2016 schied er bei der asiatischen Olympiaqualifikation in Qian’an bereits im Achtelfinale gegen den Chinesen Zhao Minggang aus und musste daraufhin im Juni 2016 in die weltweite Qualifikation nach Baku. Dort sicherte er sich ein Olympiaticket mit Siegen gegen Makoto Takahashi, Saal Kwatschatadse und Lee Dong-Jin. Bei den Olympischen Spielen 2016 in Rio de Janeiro besiegte er in der Vorrunde den US-Amerikaner Charles Conwell und im Achtelfinale den Türken Önder Şipal, ehe er im Viertelfinale erneut gegen den Usbeken Bektemir Meliqoʻziyev ausschied.
Bei den Asienmeisterschaften 2017 in Taschkent stieg er kampflos aufgrund einer Handverletzung mit einer Bronzemedaille im Halbfinale aus. Er hatte sich jedoch für die Weltmeisterschaften 2017 in Hamburg qualifiziert. Bei der WM verlor er dann im Achtelfinale gegen den Briten Benjamin Whittaker.
Im April 2018 gewann Krishan die Goldmedaille bei den Commonwealth Games in Gold Coast, nachdem er sich gegen Campbell Somerville, Benny Muziyo, Steven Donnelly und Wilfried Ntsengue durchgesetzt hatte. Im August 2018 gewann er zudem eine Bronzemedaille bei den Asienspielen in Jakarta, nachdem er im Halbfinale kampflos aufgrund einer Augenverletzung gegen Äbilchan Amanqul ausgeschieden war.
2019 gewann er die Südasienspiele in Kathmandu. Bei den Asienmeisterschaften 2021 in Doha gewann er eine Bronzemedaille im Weltergewicht, nachdem er im Halbfinale gegen Bobo-Usmon Baturow ausgeschieden war.
Bei der asiatischen Olympiaqualifikation 2020 in Amman erreichte er das Finale und erhielt dadurch einen Startplatz bei den 2021 in Tokio ausgetragenen Olympischen Spielen. Bei den Olympischen Spielen schied er in der Vorrunde gegen den Japaner Sewon Okazawa aus.

## Profikarriere
Krishan hatte bereits 2016 zwei Kämpfe im semiprofessionellen Modus AIBA Pro Boxing (APB) bestritten und dabei einen gewonnen. Nach den Asienspielen unterzeichnete er im November 2018 einen Profivertrag mit der US-amerikanischen Promotionsfirma Top Rank des Promoters Bob Arum. Sein Profidebüt gewann er am 18. Januar 2019.